# Episodi di Balko (sesta stagione)
La sesta stagione della serie televisiva Balko è stata trasmessa in anteprima in Germania dalla RTL Television tra il 6 settembre 2001 e il 27 febbraio 2003.
| nº | Titolo originale             | Titolo italiano | Prima TV Germania | Prima TV Italia |
| -- | ---------------------------- | --------------- | ----------------- | --------------- |
| 1  | Freier Fall                  |                 | 6 settembre 2001  |                 |
| 2  | Der Schweinemann             |                 | 13 settembre 2001 |                 |
| 3  | Der Campingplatzmörder       |                 | 20 settembre 2001 |                 |
| 4  | Der Aufstand                 |                 | 27 settembre 2001 |                 |
| 5  | Ein Bulle im Frauenknast     |                 | 4 ottobre 2001    |                 |
| 6  | Krapp, verschollen in Berlin |                 | 11 ottobre 2001   |                 |
| 7  | Wer tötete Marilyn Monroe?   |                 | 8 novembre 2001   |                 |
| 8  | Für ein paar Dollar mehr     |                 | 15 novembre 2001  |                 |
| 9  | Pommes Tot-Weiß              |                 | 14 marzo 2002     |                 |
| 10 | Rosenkrieg                   |                 | 21 marzo 2002     |                 |
| 11 | Tod auf der Nil              |                 | 28 marzo 2002     |                 |
| 12 | Das Sushi-Massaker           |                 | 4 aprile 2002     |                 |
| 13 | Die schwarze Witwe           |                 | 30 gennaio 2003   |                 |
| 14 | Leiche gegen Leiche          |                 | 6 febbraio 2003   |                 |
| 15 | Alte Rechnungen              |                 | 13 febbraio 2003  |                 |
| 16 | Tod auf Zeche                |                 | 20 febbraio 2003  |                 |
| 17 | Der Tod ist ein Gourmet      |                 | 27 febbraio 2003  |                 |